# Вернберг (Каринтия)
Вернберг (нем. Wernberg (Kärnten)) — ярмарочная коммуна (нем. Marktgemeinde) в Австрии, в федеральной земле Каринтия. 
Входит в состав округа Филлах.  Население составляет 5122 человека (на 31 декабря 2005 года). Занимает площадь 26,42 км². Официальный код  —  2 07 27.

## Фотографии

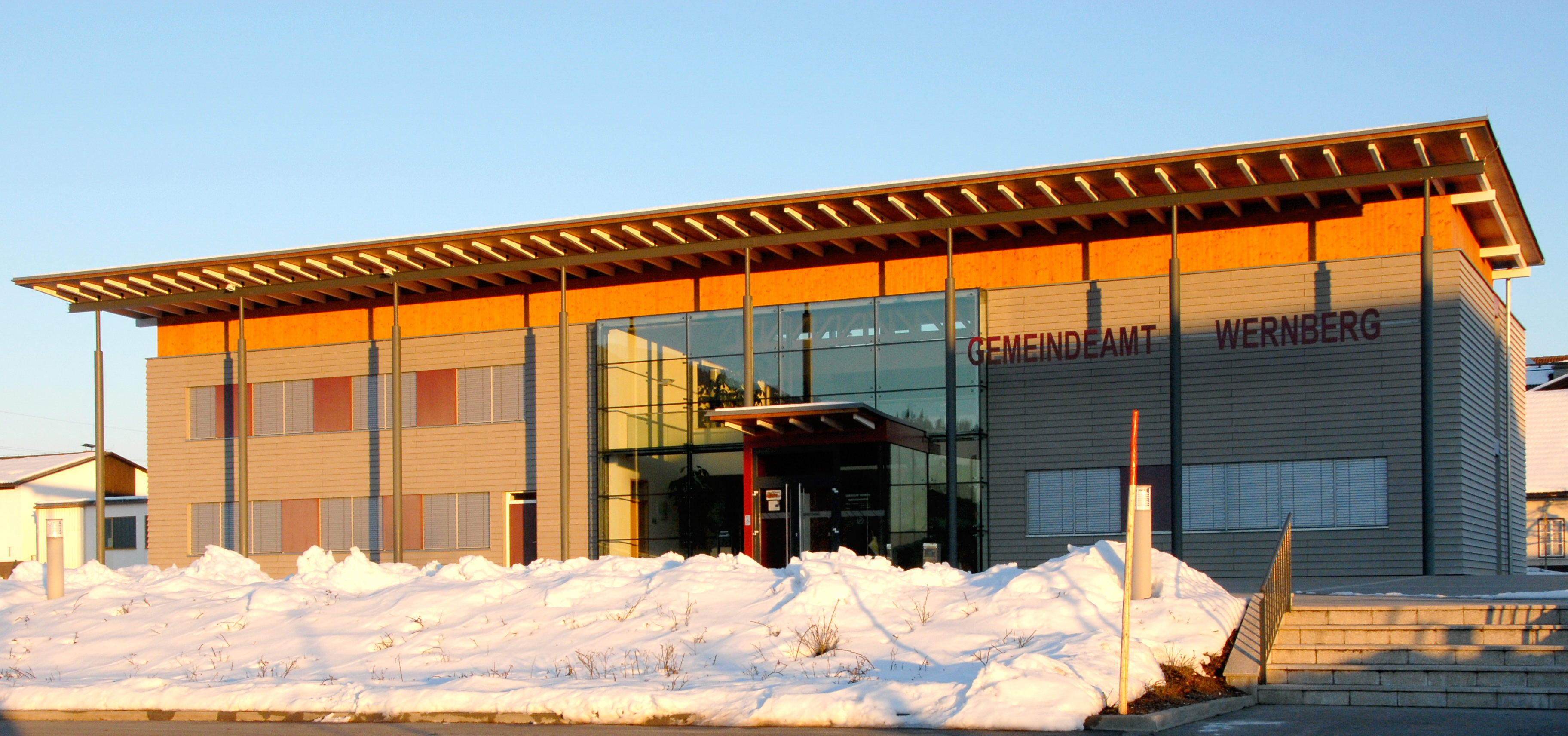
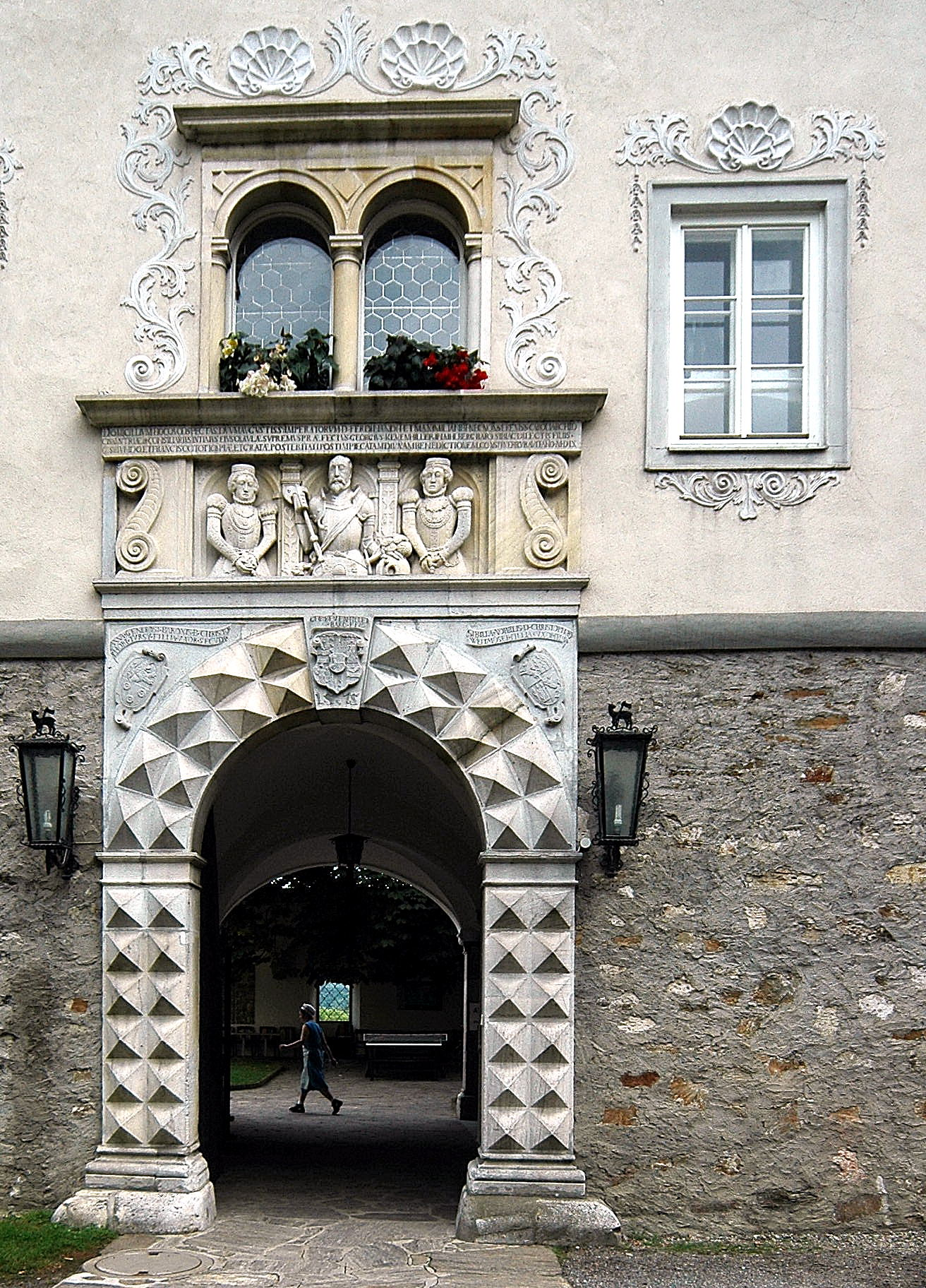
Замок
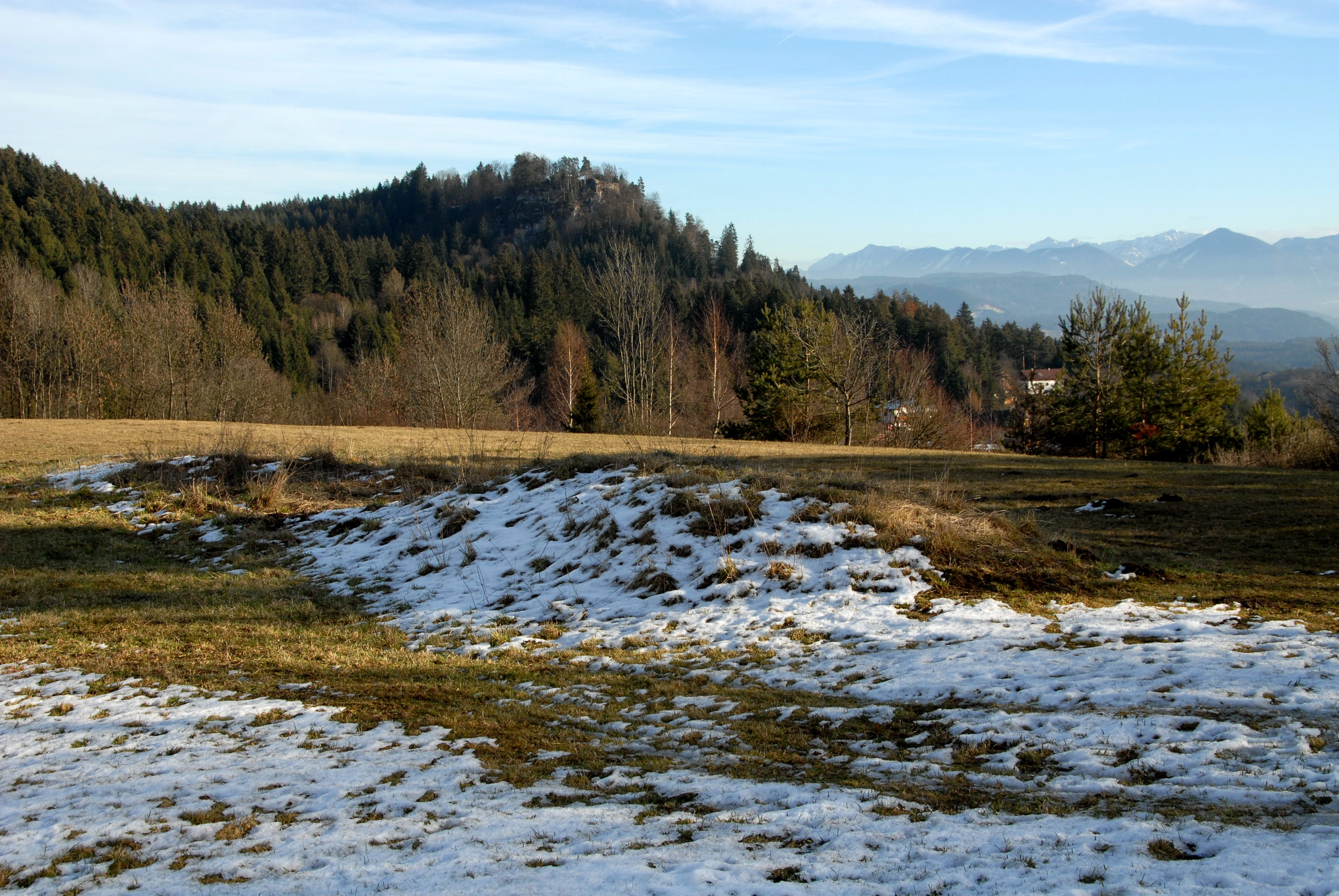
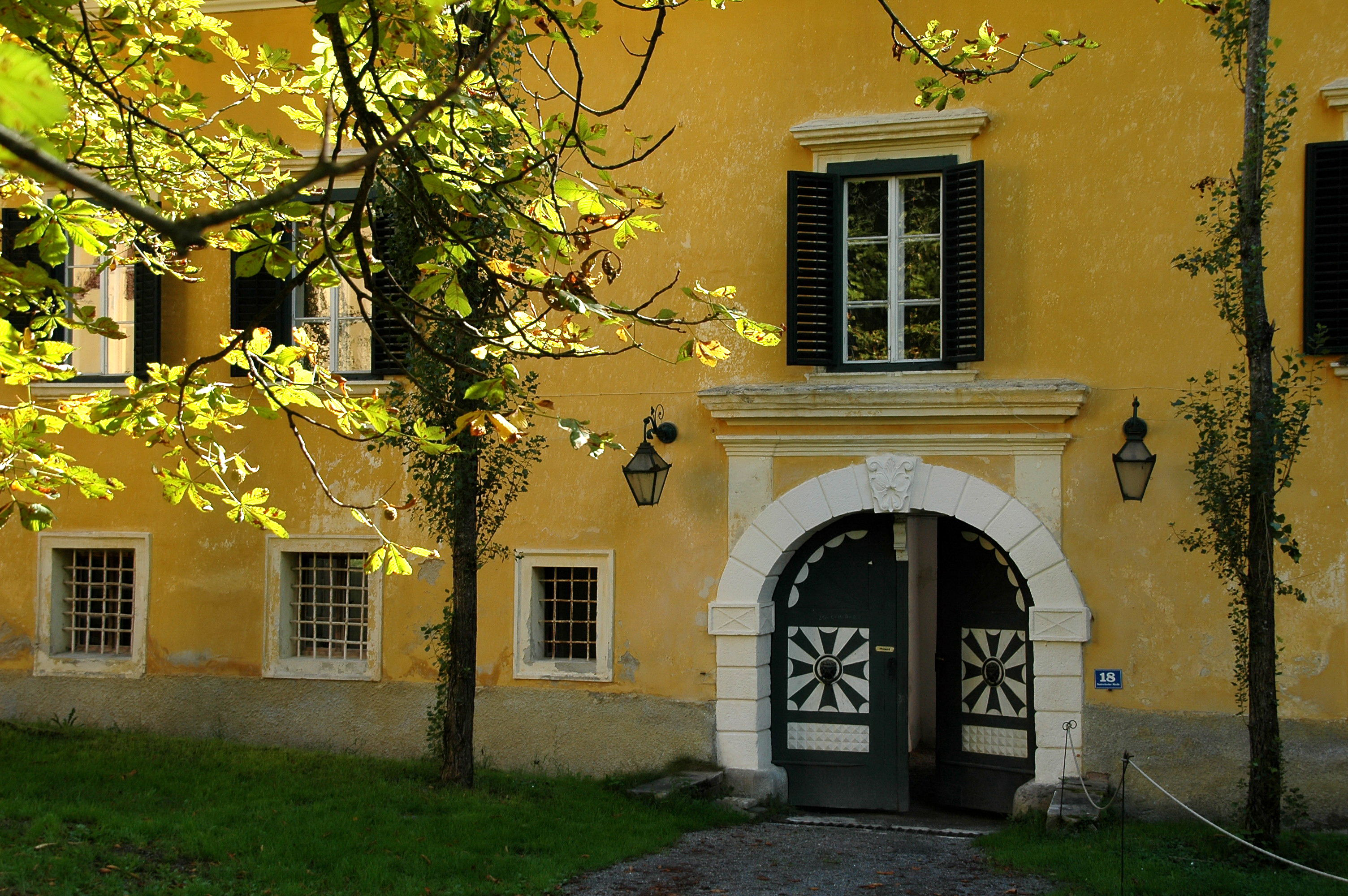
Замок
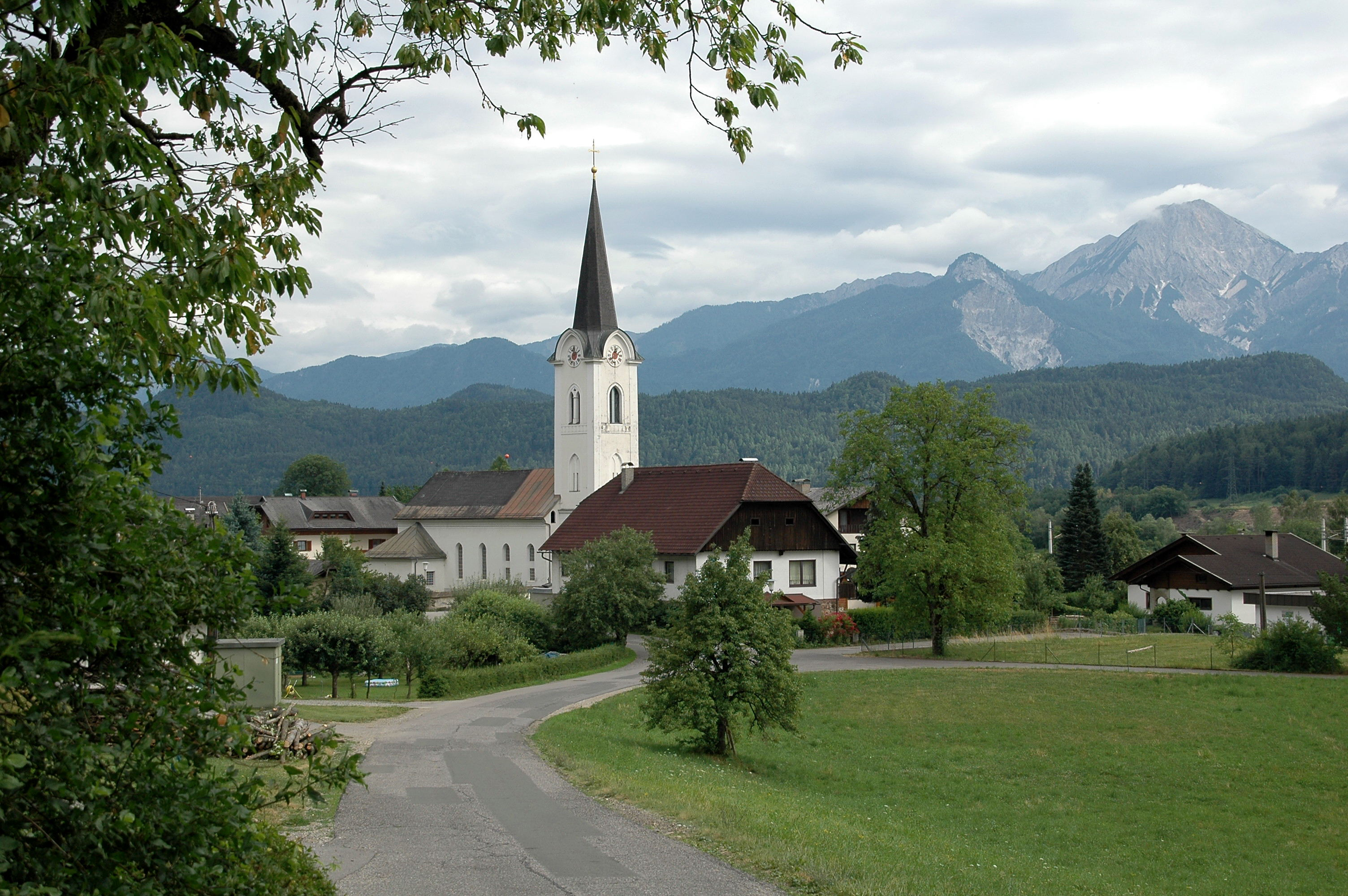
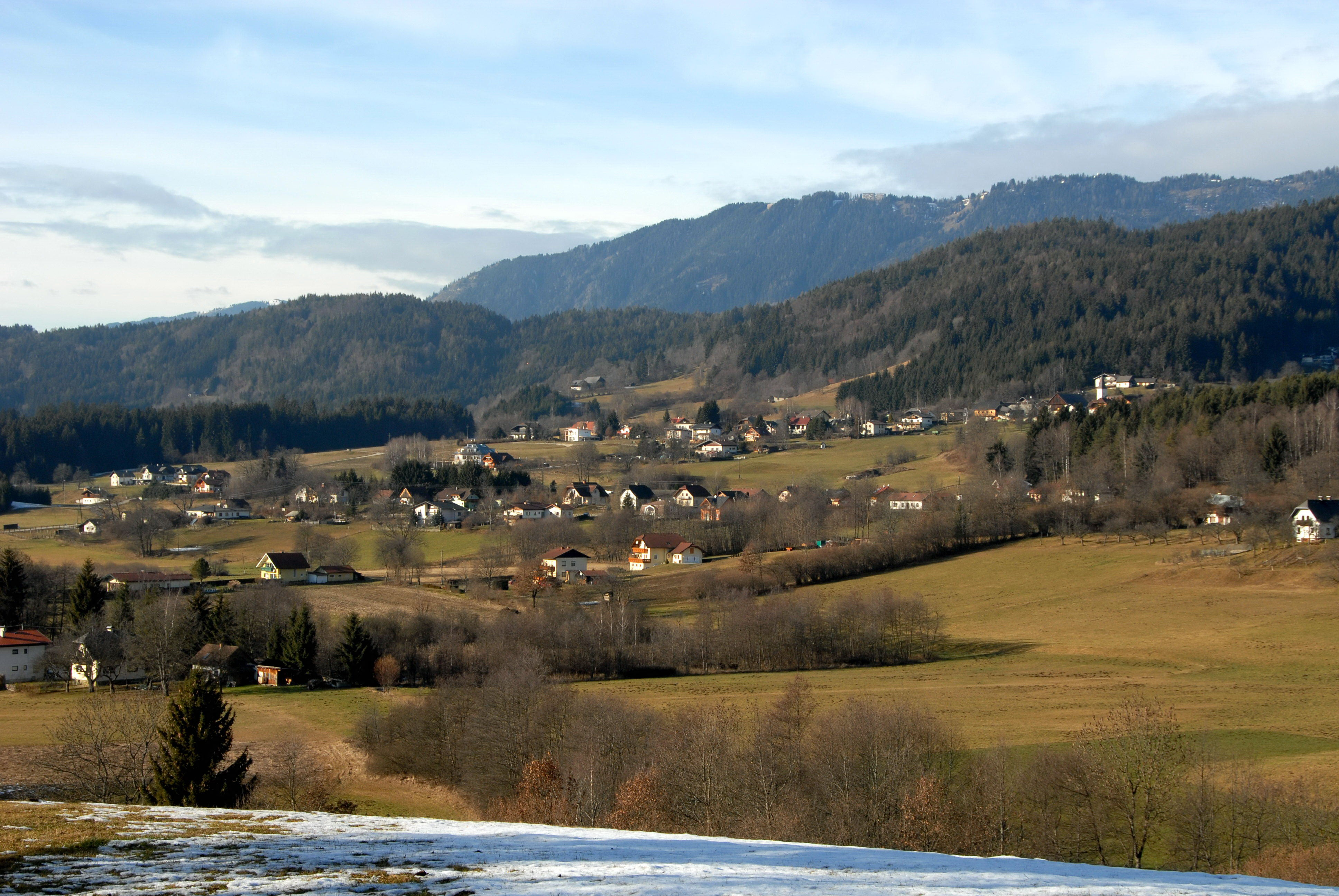
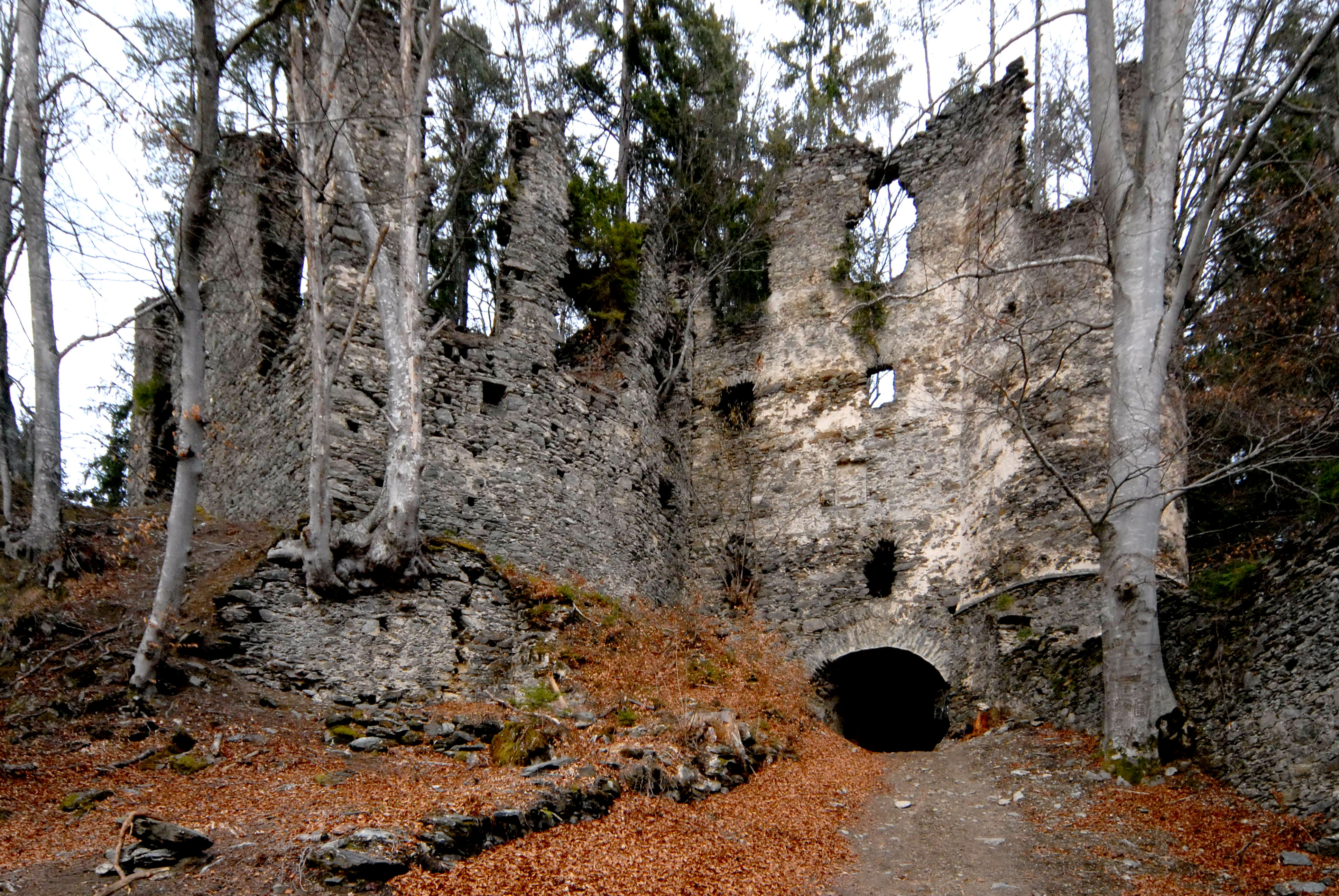
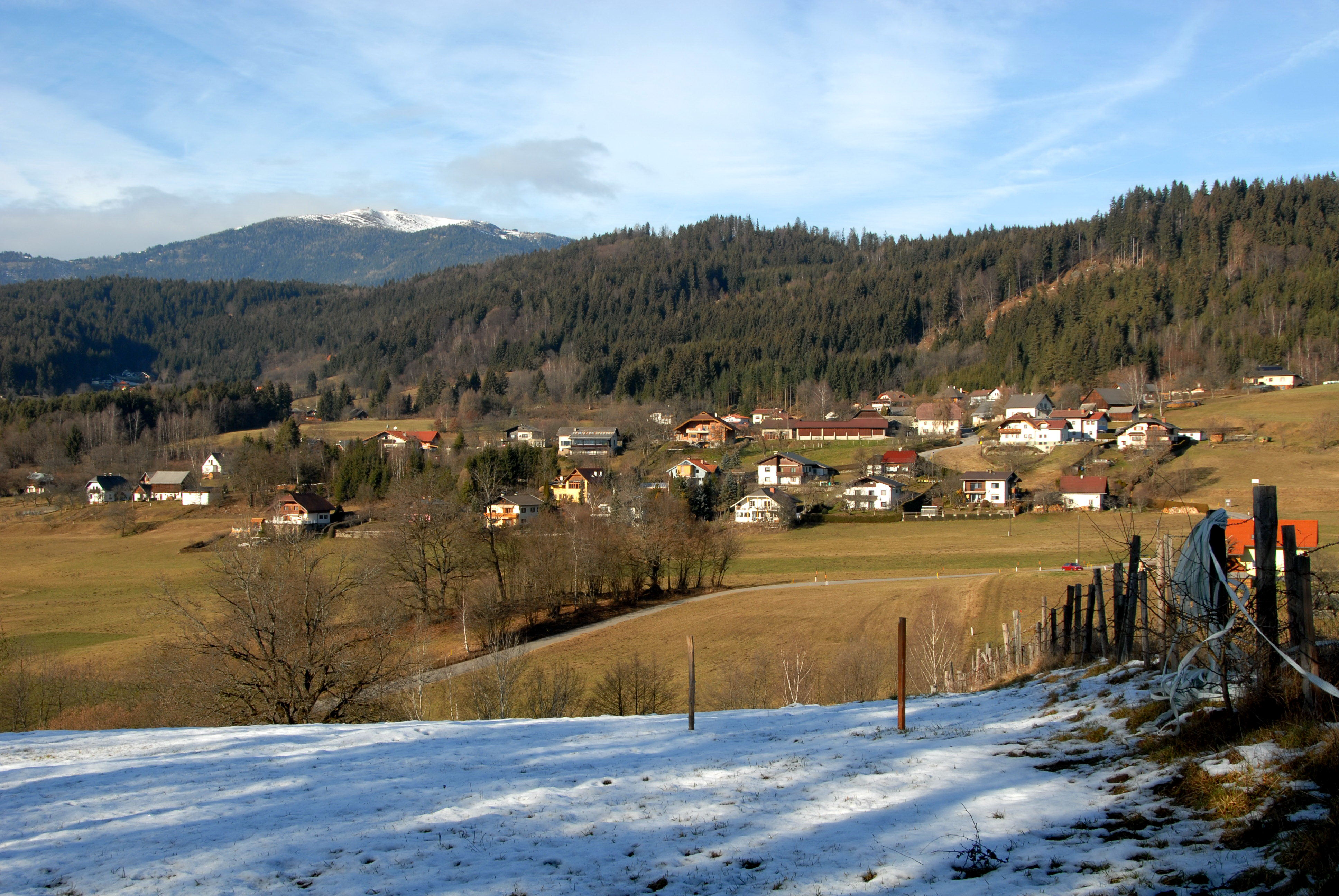
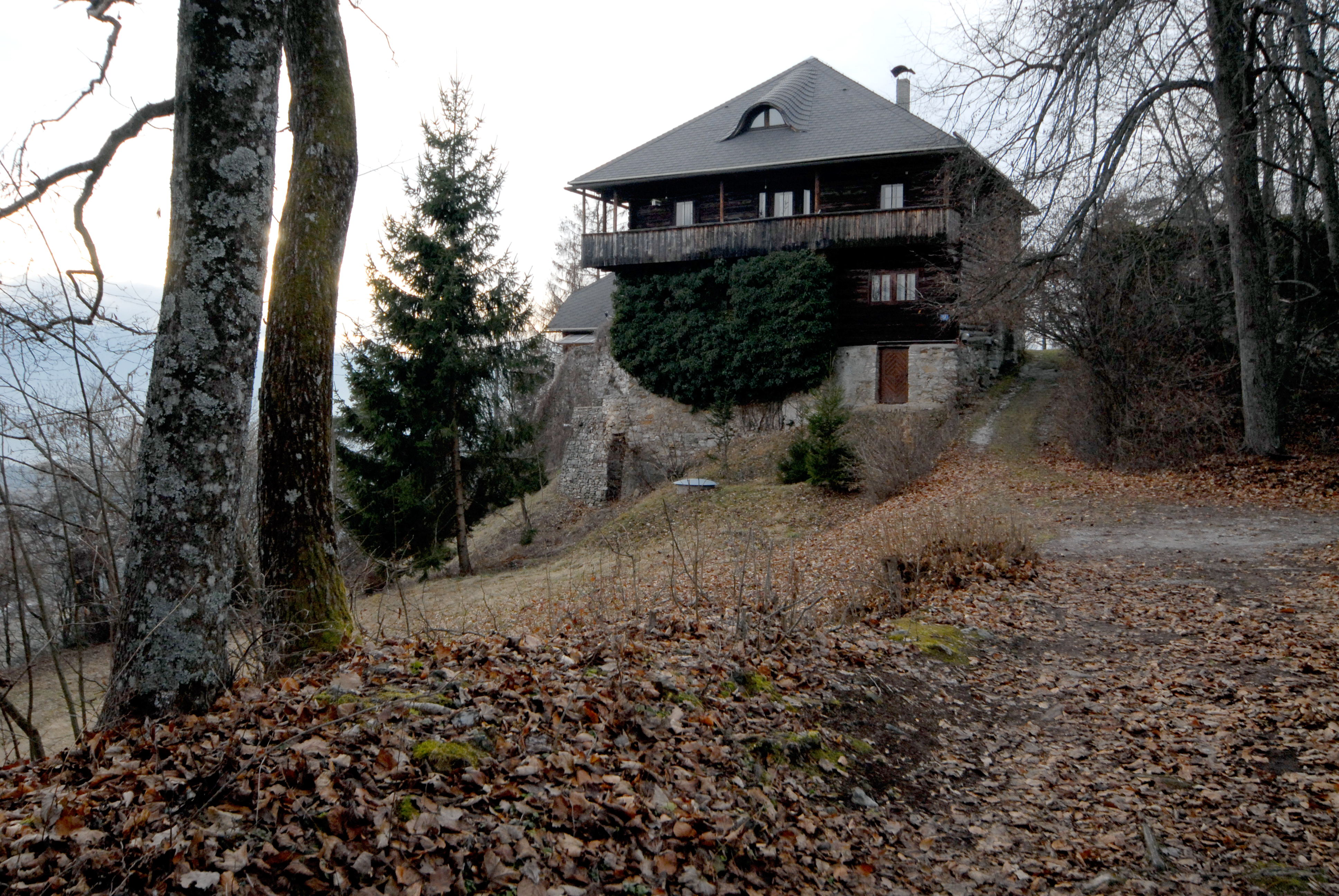

## Политическая ситуация
Бургомистр коммуны — Франц Цвёльбар (СДПА) по результатам выборов 2003 года.
Совет представителей коммуны (нем. Gemeinderat) состоит из 23 мест.
- СДПА занимает 14 мест.
- АНП занимает 4 места.
- Партия WGW занимает 3 места.
- АПС занимает 2 места.